# Уралски (Нитвенски район)
Уралски (на руски: Уральский) е селище от градски тип в Русия, разположено в Нитвенски район, Пермски край. Населението му към 1 януари 2018 година е 7624 души.